# 1622
Năm 1622 (số La Mã: MDCXXII) là một năm thường bắt đầu vào thứ bảy trong lịch Gregory (hoặc một năm thường bắt đầu vào thứ ba của lịch Julius chậm hơn 10 ngày).

## Sinh
- 15 tháng 1 - Molière, nhà soạn kịch Pháp (mất 1673)
- 28 tháng 1 - Adrien Auzout, nhà thiên văn học Pháp (mất 1691)
- 23 tháng 2 - Robert Đối xử, thống đốc của Connecticut thuộc địa giai đoạn 1683-1698 (mất 1710)
- 24 tháng 2 - Johannes Clauberg, Đức thần học, nhà triết học (mất 1665)
- 5 tháng 4 - Vincenzo Viviani, nhà toán học và nhà khoa học Ý (mất 1703)
- 8 tháng 5 - Claes Rålamb, người Thụy Điển (mất 1698)
- 22 tháng 5 - Louis de Buade de Frontenac, Thống đốc New Pháp (mất 1698)
- 11 tháng 10 - Tierck Hiddes de Vries, anh hùng hải quân và chỉ huy Frisia (mất 1666)
- 31 tháng 10 - Pierre Paul Puget, nghệ sĩ người Pháp (mất 1694)
- 8 tháng 11 - Vua Charles X của Thụy Điển (mất 1660)

## Mất
- 23 tháng 1 - William Baffin, nhà thám hiểm người Anh (sinh 1584)
- 19 tháng 2 - Sir Henry Savile, nhà giáo dục Anh (sinh 1549)
- 24 tháng 4 - Fidelis of Sigmaringen, nhà truyền giáo Công giáo La Mã (sinh 1577)
- 3 tháng 5 - Pedro Páez, nhà truyền giáo dòng Tên Tây Ban Nha (sinh 1564)
- 15 tháng 5 - Petrus Plancius, nhà thiên văn và bản đồ (sinh 1552)
- 20 tháng 5 - Osman II, vua Hồi giáo Ottoman (sinh 1604)
- 1 tháng 7 - William Parker, 4 Baron Monteagle, chính trị gia người Anh (sinh 1575)
- 22 tháng 11 - Pierre Biard, nhà truyền giáo dòng Tên (sinh 1567)
- 28 tháng 12 - Francis de Sales, Đức Giám mục của Geneva và thánh (sinh 1567)
- Ngày chưa rõ:
  - Tamblot, phiến quân Philippines
  - John tiếng Wales của Ayr, lãnh đạo Presbyterian (sinh 1568)